# نادي أورينتال (باراغواي)
نادي أورينتال (بالإسبانية: Club Oriental) هو نادي كرة قدم باراجواياني يقع مقره في باريو لا تشاكاريتا في العاصمة أسونسيون . تأسس النادي في 12 مارس 1912 ويلعب في الدرجة الثالثة من الدوري الباراغواياني.